# کازابلانکا (فیلم)
کازابلانکا (به انگلیسی: Casablanca) فیلمی رمانتیک از سینمای آمریکا است که بر مبنای نمایش‌نامه‌ای بر روی صحنه نرفته از مورای بورنت و جان آلیسون به نام همه به کافه ریک می‌آیند و با کارگردانی مایکل کورتیز در سال ۱۹۴۲ تولید شده‌است. ستارگان این فیلم هامفری بوگارت، اینگرید برگمن و پل هنراید هستند و کلود رینس، کنراد وایت، سیدنی گرین‌استریت، پیتر لوری و دولی ویلسون نیز در این فیلم بازی کردند.
کازابلانکا ماجرای عاشقانه‌ای را در گیرودار جنگ دوم جهانی و دربارهٔ بحران پناهجویان به تصویر می‌کشد و در یک کلام، داستان مردی است که میان «عشق و انسان خوب بودن» در حال در هم شکستن است. او باید بین «عشق به زن مورد علاقه‌اش» و «کمک به فرار مبارز چکی از دست حاکمیت وابسته به فرانسه ویشی در جهت مبارزه با نازی‌ها» تنها یکی را انتخاب کند.
تدوین‌گر داستان آرین دایموند با هال والیس –تولیدکننده فیلم- قراردادی برای فروش حق کپی رایت نمایش‌نامه در ژانویه ۱۹۴۲ می‌بندد. البته در ابتدا قرار بر این بود که برادران اپشتاین –جولیوس و فیلیپ- فیلم‌نامه را بنویسند و به رغم مخالفت عوامل استودیو، در نهایت این دو برادر پس از واقعه حمله به پرل هاربر، از همکاری در کازابلانکا منصرف شدند و شرکت در سری فیلم‌های «چرا ما می‌جنگیم» ایالات متحده به کارگردانی فرانک کاپرا را ترجیح دادند. کیسی رابینسون به مدت سه هفته به عنوان بازنویس متن فیلم‌نامه همکاری کرد ولی همکاری او در نهایت به بن‌بست خورد. اولین انتخاب والیس برای کارگردانی ویلیام وایلر بود ولی سرانجام کورتیز برای کارگردانی فیلم انتخاب شد. کار فیلم‌برداری کازابلانکا که به‌طور کامل به تهیه‌کنندگی برادران وارنر انجام گرفت، در ۲۵ می ۱۹۴۲ آغاز شد و در ۳ اوت به پایان رسید. مکان تمامی سکانس‌های آن در بربنک کالیفرنیا بود. به استثنای یک سکانس که در فرودگاه ون نویس شهر ون نویس لس آنجلس گرفته شد.
هرچند کازابلانکا یک فیلم برتر با بازیگری مطرح‌ترین ستارگان سینما بود، هیچ‌یک از افراد درگیر در کار تولید فیلم، پیش‌بینی چنین موفقیت خارج از عرفی را برای آن نمی‌کرد. این فیلم تنها یکی از صدها اثری بوده‌است که هالیوود هر ساله منتشر می‌کند. اولین نمایش جهانی کازابلانکا در ۲۶ نوامبر ۱۹۴۲ در شهر نیویورک انجام می‌شود. سپس در ۲۳ ژانویه ۱۹۴۳ فیلم به‌طور سراسری در ایالات متحده منتشر می‌گردد. شاید اگر حمله متفقین به شمال آفریقا چند هفته زودتر رخ می‌داد، انتشار فیلم با آن هم‌زمان می‌شد و در نتیجه دیگر خبری از موفقیت فوق‌العاده کازابلانکا نبود. به رغم وجود تغییرات در ترکیب فیلم‌نامه‌نویس‌هایی که در حال تدوین یک نمایش‌نامه بر روی صحنه نرفته بودند، عدم حمایت کافی از تیم تولید فیلم و همچنین اولین تجربه بوگارت در نقشی رمانتیک، کازابلانکا سه جایزه اسکاری را برد که جایزه بهترین فیلم نیز در آن بین وجود داشت. این موفقیت به بازیگران، عوامل اجرایی به‌یادماندنی و موسیقی متن تأثیرگذار آن -As Time Goes By- برمی‌گردد که همگی کاری مثال‌زدنی را از خود برجای گذاشتند. کازابلانکا همواره بدون هیچ نوسانی در صدر جدول رده‌بندی برترین فیلم‌های تاریخ قرار گرفته‌است. کازابلانکا بارها و در نظرسنجی‌های گوناگون بهترین فیلم عاشقانهٔ تاریخ سینما شناخته شده‌است.

## داستان
زمان داستان فیلم در اوایل دسامبر ۱۹۴۱ و کمی پیش از حمله به پرل هاربر است. در پی آسیب‌های جنگ به اروپا، شمار زیادی از مردم این قاره به دنبال مهاجرت به آمریکا و رسیدن به سرزمینی امن‌تر هستند. راه دریایی که از لیسبون پرتغال به آمریکا می‌رود، پر شده‌است و بسیاری ناچارندخود را به مراکش- که در دست دولت ویشی فرانسه است -برسانند تا از آن‌جا شانس پرواز به‌سوی آمریکا را بیابند.
ریک بلِین (هامفری بوگارت)، آمریکایی بدبین و چشم و دل‌سیری است که در کازابلانکا کافه شبانه‌ای را به نام کافه آمریکایی ریک می‌گرداند و همواره پذیرای مشتریان سرشناسی همچون کارگزاران فرانسوی و فرماندهان نازی است.
شبی یکی از بزهکاران جزء به نام اوگارت پس از کشتن دو سرباز آلمانی دو برگهٔ عبور به‌دست می‌آورد و برای فروش آن‌ها به کافه ریک می‌آید. با این برگه‌ها می‌توان آزادانه به پرتغال و مناطق تحت اشغال آلمان و از آن‌جا به آمریکا سفر کرد. اوگارت نزد ریک می‌رود و برگه‌های عبور را تا آمدن مشتری به او می‌سپارد.
پیش از آنکه اوگارت بتواند گذرنامه‌ها را به دلال و مشتری رد کند، پلیس فرانسه به فرماندهی لویی رنو او را دستگیر می‌کند.
در همان هنگام، عشق پیشین ریک، ایلسا لاند (اینگرید برگمن) با شوهرش، ویکتور لازلو رهبر جنبش پایداری چکسلواکی که نازی‌ها همه جا در بدر به دنبالش هستند، از راه می‌رسد.

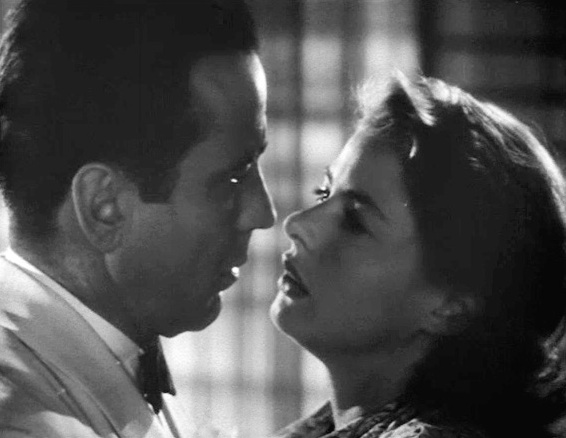
هامفری بوگارت و اینگرید برگمن

دیدار دوباره ریک و ایلسا برای هر دو با طغیان احساسات همراه است و پس‌نگاههای فیلم، داستان آشنایی آن‌ها را در پاریس برای بیننده بازگو می‌کند. این دو دل‌باخته پس از گذراندن دورانی عاشقانه در آن شهر به علت پیشینهٔ مبارزاتیریک و ورود قریب‌الوقوع نازی‌ها به پاریس که احتمال دستگیری ریک را قوت می‌بخشد، قرار می‌گذارند که به همراه یک‌دیگر از پاریس به مارسی بروند ولی در لحظه آخر، ایلسا به محل قرار در ایستگاه قطار نمی‌آید و تنها نامه‌ای را برای ریک می‌فرستد که توضیح زیادی به‌جز ابراز علاقه و ممکن نبودن همراهی بیشتر با ریک در آن نیست.
دیدار اتفاقی و دوباره این دو در کازابلانکا پس از سال‌ها بر سؤالات شکل‌گرفته در ذهن ریک می‌افزاید. لحن تلخ و سرخورده ریک مجال توضیح علل پیمان‌شکنی ایلسا در پاریس را به ایلسا نمی‌دهد و دیدارهای این دو همواره با سؤ تفاهم‌ها همراه است.
با گذشت چندین روز از اقامت ایلسا و شوهرش ویکتور لازلو، تنش‌ها میان نیروهای آلمانی و لازلو بالا می‌گیرد و او تهدید به مرگ می‌شود. این زوج هم‌اکنون به‌شدت نیازمند به‌دست آوردن برگه‌های عبور هستند. بزرگان شهر تقریباً مطمئن هستند که این برگه‌ها در دست ریک است. (و همین‌طور هم هست)
شبی ایلسا پنهانی و تنها به دیدن ریک می‌رود تا گذرنامه‌ها را از او بگیرد. ریک درخواستش را رد می‌کند. ایلسا نخست با تپانچه تهدیدش می‌کند ولی در ادامه، احساسات بر او غلبه می‌کند و به ریک می‌گوید که هنوز عاشق اوست. ایلسا می‌گوید روزی که در پاریس با ریک آشنا شد، به او گفته بودند همسرش، ویکتور، به هنگام فرار از بازداشتگاه نازی‌ها کشته شده‌است، ولی در همان روز که قرار بود با ریک برود، از زنده بودن همسرش آگاه می‌شود. پس به‌ناچار بی‌خبر ریک را ترک می‌کند تا به کمک شوهرش بازگردد.
همان شب ایلسا که احساس سرگردانی عاطفی می‌کند از ریک می‌خواهد تا او به جای هر سه نفر فکر کند و برای بیرون آمدن از این مخمصه چاره‌ای بیندیشد. از طرفی ویکتور که در جلسهٔ شبانهٔ مبارزان شرکت کرده‌است با هجوم نیروهای پلیس مواجه شده و دستگیر می‌شود. ریک که به هدف مقدس ویکتور پی برده و از عشق او به ایلسا نیز مطمئن شده‌است ،مصمم می‌شود که ویکتور و ایلسا را از خطر رهانده و روانهٔ آمریکا نماید. ریک نزد لویی رنو پلیس فرانسوی که به علت کمک ریک برای برنده شدن او در قمارهای شبانهٔ کافه‌اش به او علاقه‌مند است رفته و با اقرار به این که برگه‌های عبور نزد اوست از عشق خود به ایلسا گفته و به او پیشنهاد می‌دهد که اجازه دهد ویکتور آزاد شود و به ظاهر برگه‌های عبور را به ویکتور و ایلسا داده ولی در فرودگاه لویی رنو ویکتور را دستگیر کند که با این کار لیاقت خود را به آلمان‌ها نشان داده و از طرفی ریک بتواند با ایلسا از کازابلانکا برود. لویی رنو این پیشنهاد را می‌پذیرد.
از طرف دیگر ایلسا از ریک می‌خواهد که به خاطر نجات جان ویکتور ترتیب پرواز ویکتور را فراهم کند. ریک با ایلسا و ویکتور در کافهٔ خود قرار می‌گذارد و لویی رنو نیز در گوشه‌ای از کافه مخفی می‌شود. برخلاف قرار قبلی لویی رنو در کافه (و نه فرودگاه) قصد دستگیری ویکتور را می‌نماید اما با تهدید مسلحانهٔ ریک مواجه می‌شود. ناچار خود پلیس فرانسوی برگه‌ها را به نام ویکتور و ایلسا امضاء می‌نماید ولی با زیرکی، تلفنی به سرگرد آلمانی موضوع را خبر می‌دهد. ریک با پذیرش خطرهای زیاد، در فرودگاه، سرگرد آلمانی را به قتل می‌رساند و زوج ایلسا و ویکتور را به سوی آمریکا فراری می‌دهد. در پایان لویی رنو که با مشاهدهٔ این شجاعت از ریک به خود آمده، قتل سرگرد آلمانی به‌دست ریک را از دیگر افراد پلیس پنهان کرده و با ریک از کازابلانکا به جایی امن حرکت می‌کند.

## درباره فیلم
کازابلانکا را می توان اوج شکوه و جلال ژانرِ رومانس ( عاشقانه ) در تاریخ سینما خواند. دیالوگهای عاشقانه ایی که بین همفری بوگارت و انگرید برگمن در کازابلانکا رد و بدل می شود ، هنوز بعد از گذشت بیش از 70 سال از خلق شدنشان، جذاب و تازه است. اما کازابلانکا تنها یک نامه عاشقانه به سینما نیست؛ ادغام موضوع جنگ و عشق یکی از تلخ ترین و در عین حال زیباترین ویژگی هایی است که در کازابلانکا به چشم می خورد. دیالوگ های تیز و کنایه دار فیلم ، چه در وصف عشق آتشین بین ریک و ایلسا، و چه دربُعد جنگ، تجربه ایی وصف ناپذیر از قدرت کلمات را در عالم سینما به رخ تماشاگر می کشد. تنها درباره کازابلانکا می توان گفت که عاشقانه ترین فیلم تاریخ سینماست که هر عاشق سینما باید آن را ببیند.

## بازیگران

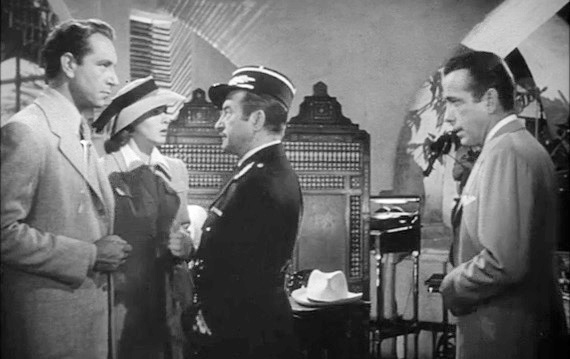
از چپ به راست: ویکتور لازلو، ایلسا لاند، سروان رنو و ریک بلین

- هامفری بوگارت (ریک بلین)
- اینگرید برگمن (الزا لاند)
- پل هنرید (ویکتور لازلو)
- کلود رینس (سروان رنو)
- کنراد ویت (ژنرال هنریش اشتراسر)
- پیتر لور (سینیور اوگارت)
- سیدنی گرین استریت (سینیور فراری)
- ویلیام ادموندز
- اِلینور وَندِرویر
- پل پورکازی

## نظر منتقدان
پالینکیل-نیویورکر : اصلاً آن فیلم بزرگی که میگویند نیست، ولی یکجور رمانتیسم آبکی به‌خصوص و جذابی دارد و هیچ‌وقت هم به شما فشار نمی‌آورد که آن حس و حال و چرخشهای دراماتیک اش را جدی بگیرید.
شیکاگو سان تایمز - راجر ایبرت : این فیلم به این علت محبوب است که انسان های درون فیلم خیلی خوب هستند.در مورد قهرمان مقاومت هم ، با اینکه آنچنان سخت است دوست داشتن او ، اما از نظر ظاهری موقر ترین شخصیت داستان است. ریک هم نه قهرمان است و نه انسانی بد. او تنها کاری را انجام می دهد که برای کنارآمدن با مسئولان و سازمان ها لازم است.

## دوبله فارسی
این فیلم توسط صداپیشگان مطرح ایرانی به فارسی دوبله شده‌است:
| شخصیت             | بازیگر        | صدا بازیگر      |
| ----------------- | ------------- | --------------- |
| ریچارد (ریک) بلین | هامفری بوگارت | حسین عرفانی     |
| الزا لاند         | اینگرید برگمن | شهلا ناظریان    |
| ویکتور لازلو      | پل هندرید     | خسرو شایگان     |
| سروان رنو         | کلود رینس     | پرویز ربیعی     |
| ژنرال آلمانی      | کنراد ویت     | شهروز ملک آرایی |

## جوایز
- برندهٔ جایزه اسکار بهترین فیلم برای کمپانی برادران وارنر
- برندهٔ جایزه اسکار بهترین کارگردانی برای مایکل کورتیز
- برنده جایزه اسکار بهترین فیلم‌نامه اقتباسی برای ژولیوس جی اپستین، فلیپ جی اپستین و هوارد کوچ
- نامزد جایزه اسکار بهترین بازیگر نقش اول مرد برای هامفری بوگارت
- نامزد جایزه اسکار بهترین بازیگر نقش مکمل مرد برای کلود رینز
- نامزد جایزه اسکار بهترین فیلمبرداری برای آرتور ادسون
- نامزد جایزه اسکار بهترین تدوین فیلم اوون مارکس
- نامزد جایزه اسکار بهترین موسیقی متن مکس اشتاینر

## رنگی کردن فیلم
کازابلانکا بخشی از جدل رنگ‌آمیزی فیلم‌ها در دهه 1980 بود. در آن زمان، نسخه‌ای رنگ‌آمیزی شده از فیلم در شبکه تلویزیونی WTBS پخش شد. در سال 1984، شرکت MGM/UA شرکت Color Systems Technology را برای رنگ‌آمیزی این فیلم به مبلغ 180,000 دلار استخدام کرد. 

## نگارخانه

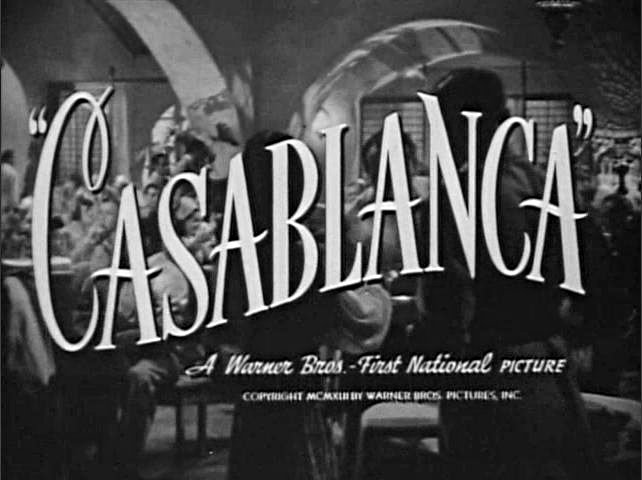
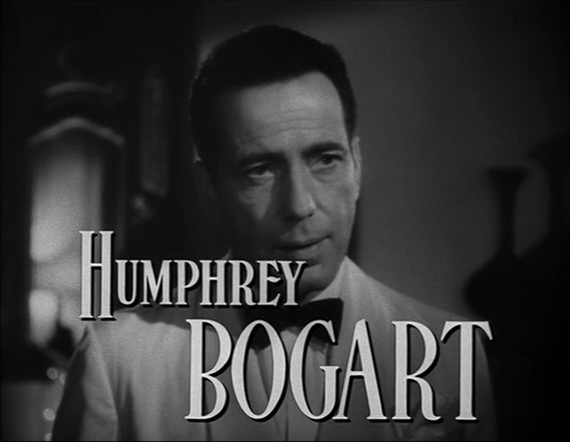
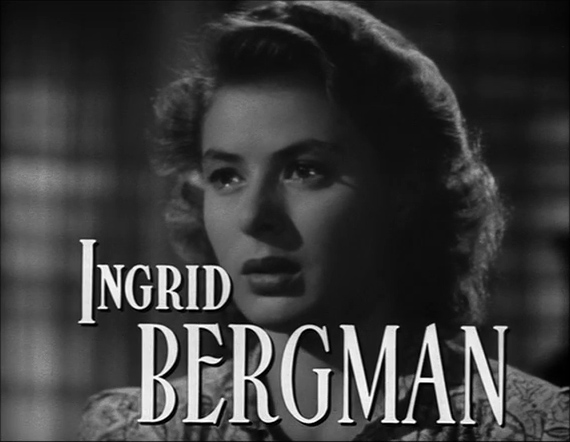
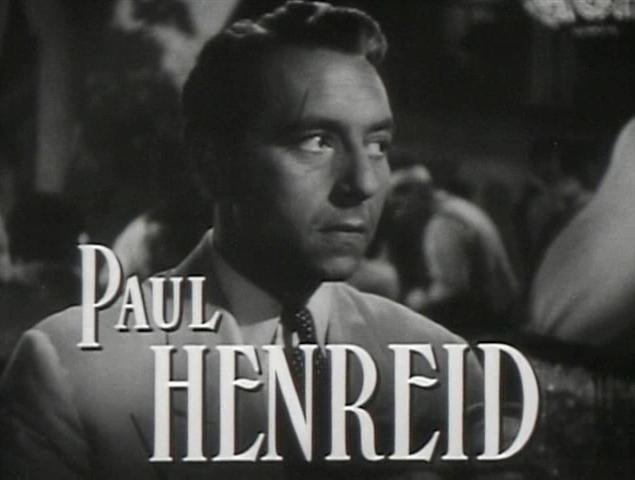
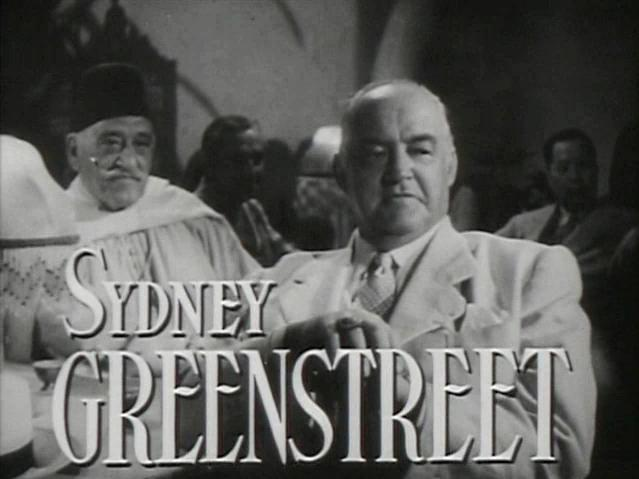
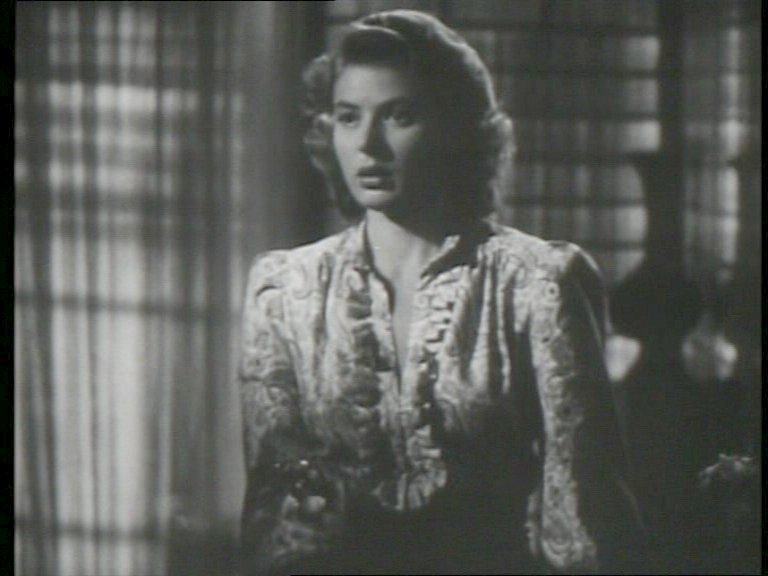
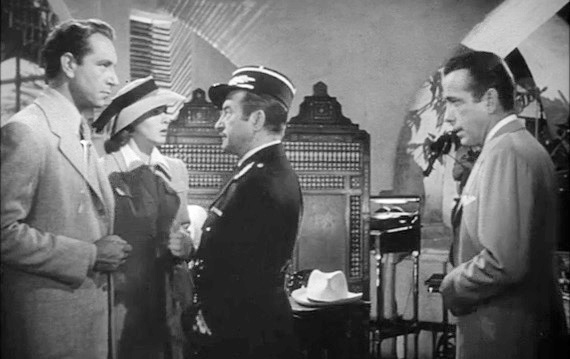
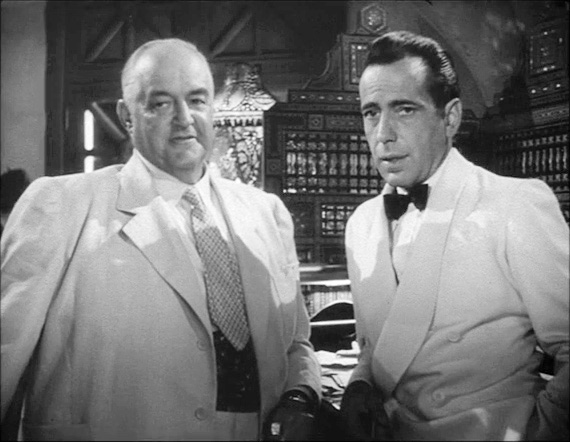
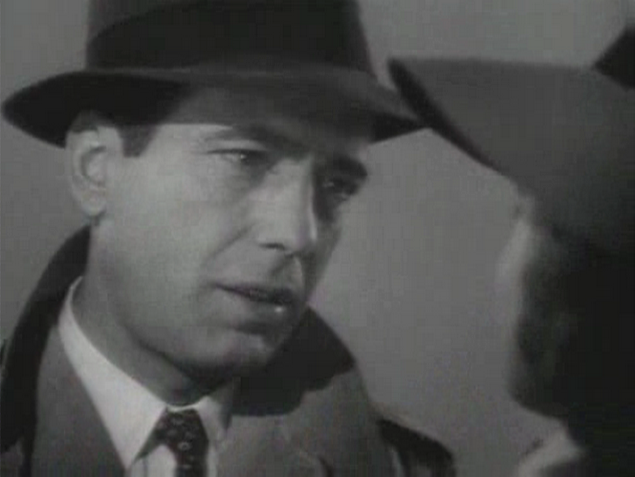
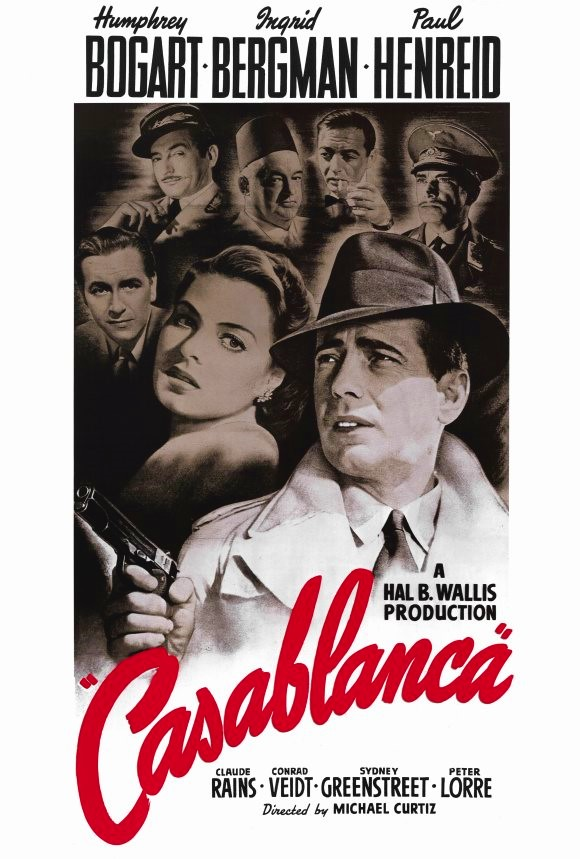